# Rodolphe Raffalli
 (décembre 2020).
Si vous disposez d'ouvrages ou d'articles de référence ou si vous connaissez des sites web de qualité traitant du thème abordé ici, merci de compléter l'article en donnant les références utiles à sa vérifiabilité et en les liant à la section « Notes et références ».
Pour les articles homonymes, voir Raffalli.
Rodolphe Raffalli est un guitariste français né le 20 mai 1959.
Sa production s'oriente essentiellement vers un style de jazz manouche, mais il fait preuve d'un réel éclectisme servi par une grande virtuosité, mêlant la tradition manouche à des influences sud-américaines ou classiques ; cet éclectisme s'illustre dans ses participations à divers albums de chanteurs de variété, mais aussi dans ses deux albums de reprises de Georges Brassens.
En 2008, son album Le Retour... prouve sa capacité à sortir de l'identité strictement manouche pour montrer l'étendue de ses capacités de jazzman.

## Discographie
- À Georges Brassens (2001, Frémeaux & Associés)
- Gypsy Swing Guitar (2003, Frémeaux & associés)
- À Georges Brassens vol.2 (2006, Frémeaux & associés)
- Le Retour... (2008, Frémeaux & associés)
- Un pied sur l'île (2010, Frémeaux & associés)
- En Amérique latine (2016, Frémeaux & associés)
- Chansonnettes (2013 Frémeaux & associés)
- LIVE ' 96 Rodolphe Raffalli quartet (1996 Frémeaux & associés)
- DVD Rodolphe Raffalli en concert (2014 Frémeaux & associés)